# Wilhelm Runge (Grenzopfer)
Wilhelm Runge (* 10. Februar 1927 in Neugaul, Landkreis Oberbarnim; † 21. November 1955 in Berlin) ist ein Todesopfer des DDR-Grenzregimes vor dem Bau der Berliner Mauer. Er wurde an der Grenze zwischen den Bezirken Berlin-Mitte und Berlin-Kreuzberg von einem Volkspolizisten erschossen.

## Leben
Wilhelm Runge nahm als Soldat am Zweiten Weltkrieg teil und geriet in Gefangenschaft. Nach seiner Entlassung aus dem Gefangenenlager kehrte er in seine Heimat zurück, die nun zur Sowjetischen Besatzungszone gehörte. Er wurde 1949 zum Uranbergbau bei Wismut in Aue dienstverpflichtet. Mit den dortigen Verhältnissen unzufrieden, flüchtete er am 13. November 1949 nach West-Berlin. Zunächst wurde er als politischer Flüchtling anerkannt. Nachdem er wegen eines Diebstahls zu drei Monaten Haft verurteilt worden war, entzogen ihm die Behörden den Status als politischer Flüchtling, den er 1950 jedoch zurückerhielt. 1951 zog er nach Berlin-Kreuzberg und heiratete. Das Paar hatte drei Kinder.

### Todesumstände
Am 21. November 1955 wurde Wilhelm Runge erschossen, weil ein Volkspolizist glaubte, er wolle von einem Ruinengrundstück Schrott stehlen und nach West-Berlin bringen. Buntmetallschmuggel war eines der grenzüberschreitenden Delikte, denen die ostdeutsche Polizei große Aufmerksamkeit schenkte. Der betreffende Polizist hatte zuvor tatsächlich einen Diebstahl bemerkt und legte sich auf die Lauer, um die Diebe beim nächsten Versuch fassen zu können. Als Runge zusammen mit einem anderen Mann kurz darauf von Kreuzberg aus die Grenze überquerte und seinen Weg über das Grundstück nahm, vermutete der Polizist, es handele sich um die Diebe. Runge und der zweite Mann entdeckten den versteckten Polizisten und flüchteten zurück in Richtung West-Berlin. Der Polizist gab einen Warnschuss ab und verfolgte Runge. Da der nicht auf den Warnschuss reagierte, schoss der Polizist im Laufen mit seiner Pistole auf ihn. Runge erlitt einen Brustdurchschuss und blieb fünf Meter vor der Grenze zum amerikanischen Sektor liegen. Die Volkspolizei brachte den schwerverletzten Mann ins Krankenhaus der Volkspolizei, wo nur noch sein Tod festgestellt werden konnte.
Runges Frau erfuhr noch am selben Abend durch einen Freund vom Tod ihres Mannes. Um öffentliches Aufsehen zu vermeiden, ließ die DDR-Regierung seine Leiche nicht nach West-Berlin überführen, sondern in Ost-Berlin beerdigen. Die West-Berliner Presse berichtete intensiv. Die B.Z. titelte auf ihrer ersten Seite „Westberliner an der Sektorengrenze erschossen“ und schrieb von „Mord“. Auch der Tagesspiegel widersprach der Ost-Berliner Darstellung vom versuchten Schrottdiebstahl. Der Telegraf und Der Tag folgten dagegen den Verlautbarungen aus Ost-Berlin.
Nach dem Mauerfall nahm die Staatsanwaltschaft im Oktober 1990 die Ermittlungen auf. Der Fall Wilhelm Runge war zunächst Bestandteil des Strafverfahrens, das wegen der Toten an der Grenze gegen Erich Honecker und weitere Angehörige der Führungsspitze der DDR geführt wurde. Die Staatsanwaltschaft nahm jedoch irrtümlich an, dass der Tod Runges „in keinem unmittelbaren Zusammenhang“ mit dem Grenzregime stehe und die Volkspolizisten die Flucht eines auf frischer Tat Ertappten habe verhindert wollen. Der Todesschütze war zwar namentlich bekannt, konnte aber nicht mehr ausfindig gemacht werden, so dass das Verfahren eingestellt wurde.